# Ahmed Elias
Ahmed Elias (Amman, 9 novembre 1990) è un calciatore giordano, centrocampista dell'Al-Wehdat e della nazionale giordana.

## Carriera
Gioca nel campionato giordano con l'Al-Wehdat; dal 2012 fa parte della nazionale di calcio giordana, con cui ha partecipato inoltre alla Coppa d'Asia 2015.